# Yakup Kılıç
Yakup Kılıç (n. 13 iulie 1986, Elazığ, Turcia) este un boxer ce a reprezentat Turcia, medaliat olimpic. A participat la o ediție a Jocurilor Olimpice (2008) în care a câștigat o medalie de bronz.

## Participări
Lista de mai jos prezintă principalele competiții la care a participat Yakup Kılıç de-a lungul carierei.
- boxing at the 2008 Summer Olympics – featherweight[*]